# 丹麥的安娜 (1532年—1585年)
丹麥的安娜（丹麥語：Anna af Danmark，1532年11月22日—1585年10月1日），薩克森選侯夫人，丹麥國王克里斯蒂安三世的女兒。

## 家庭
1548年，安娜與薩克森的奧古斯特結婚，兩人共有2子3女：
1. 伊莉莎白（1552年—1590年）
2. 亞歷山大（1554年—1565年），早逝
3. 克里斯蒂安（1560年—1591年）
4. 多蘿西亞（英语：Dorothea of Saxony）（1563年—1587年）
5. 安娜（英语：Anna of Saxony (1567–1613)）（1567年—1613年）